# Lago di Arin
Il lago di Arin (in turco: Arin Gölü; anche Sodalı Göl, tr.: "lago sodico") è un lago alcalino (o lago di soda) endoreico situato nel distretto di Adilcevaz situato al confine della provincia di Bitlis, vicino alla sponda settentrionale del lago di Van, in Turchia. Il lago di Arin ha una superficie di 1657 ettari, si trova a 1650 m sul livello del mare, ed è profondo fino a 5 metri.

## Geologia
Il lago è separato dal lago di Van da una lingua di terra composta da depositi alluvionali larga 1000 m e alta 4 m.
Poiché l'acqua delle sorgenti ricche di sodio che sgorgano dalle pendici del monte Süphan viene trasportata sino al lago da ruscelli, le acque del lago sono fortemente alcaline. Sulle rive del lago sono situati i villaggi di Esenkaya, Karşıyaka e Göldüzü. Non avendo il lago alcun emissario, il bacino è chiuso. Il lago di Arin è poco profondo e si secca a metà dell'estate. Si stima che dal lago possano essere estratte 1.000.000 di tonnellate di carbonato di sodio.

## Flora e fauna
Il lago, che è terreno di accoppiamento del gobbo rugginoso, specie minacciata in tutto il mondo, si trova sulle importanti rotte migratorie degli uccelli migratori. In questo habitat si riproducono la canapiglia e il fistione turco. Recentemente, nel lago sono stati osservati anche la folaga comune e il moriglione: il gobbo rugginoso, il cavaliere d'Italia, Recurvirostridi, il gabbiano del lago di Van, il gabbiano comune, la volpoca, l'avocetta, anatidi, il tuffetto, la pantana comune e vanellinae frequentano anche il lago. Nel bacino non ci sono pesci, e la vegetazione è limitata a qualche ciuffo d'erba alle foci dei torrenti.